# Luca Koleosho
Luca Warrick Daeovie Koleosho (Norwalk, Connecticut, 15 de septiembre de 2004) es un futbolista estadounidense, nacionalizado italiano, que juega como extremo en el Burnley F. C. de la Premier League.

## Trayectoria
Koleosho empezó a jugar al fútbol en el Trumbull United a los siete años antes de moverse a los Manhattan Kickers. Tras una prueba en Barcelona, sus padres decidieron que debía desarrollarse futbolísticamente en España, uniéndose a la cantera del C. F. Reus y posteriormente a la del R. C. D. Espanyol en 2020. Firmó su primer contrato profesional con el club el 2 de junio de 2021 por los próximos tres años.
Logró debutar con el primer equipo el 22 de mayo de 2022 al jugar los minutos finales en un empate por 0-0 frente al Granada C. F. en la Primera División. La siguiente temporada disputó otros cuatro partidos en la competición y en julio de 2023 fue traspasado al Burnley F. C.

## Selección nacional

### Estados Unidos
Koleosho nació y creció en los Estados Unidos, pero es hijo de un padre nigeriano y de una madre ítalo-canadiense, por lo que podía aspirar a representar internacionalmente a cuatro países de tres continentes distintos. 
La U.S. Soccer lo mantuvo bajo su órbita, enviándole invitaciones para sumarse a los seleccionados juveniles de los Estados Unidos. Sin embargo, en septiembre de 2022 aceptó la propuesta de la Asociación Canadiense de Fútbol para jugar con la selección absoluta de Canadá.

### Italia
En marzo de 2023 aceptó una convocatoria para la selección nacional sub-19 de Italia y se unió a un campo de entrenamiento en preparación para la ronda Élite de las clasificaciones para el Campeonato de Europa Sub-19 de la UEFA de 2023. Posteriormente fue incluido en el equipo de 20 que participó en la ronda antes mencionada. Debutó con ellos como suplente tardío en un empate amistoso 0-0 con Eslovenia sub-19 el 25 de marzo.
En junio de 2023 fue incluido en la selección italiana para el Campeonato de Europa Sub-19 de la UEFA en Malta, donde los Azzurrini finalmente ganaron su segundo título continental.
El 21 de noviembre de 2023 debutó con la selección italiana sub-21 en un partido de clasificación para el Campeonato de Europa Sub-21 de la UEFA de 2025 contra la República de Irlanda.

### Canadá
Fue convocado por la selección de fútbol de Canadá para disputar un amistoso y dos partidos de la Liga de Naciones de la Concacaf en junio de 2022. Abandonó la concentración tras la cancelación del amistoso contra Irán y la posterior anulación del amistoso de sustitución contra Panamá. En septiembre fue convocado de nuevo con Canadá para los amistosos contra Catar y Uruguay. En mayo de 2023 fue incluido en la lista preliminar para la fase final de la Liga de Naciones Concacaf.

## Clubes
Actualizado al último partido disputado en la temporada 2024-25.
| Club                  | País       | Año       | Partidos | Goles |
| --------------------- | ---------- | --------- | -------- | ----- |
| R. C. D. Espanyol "B" | España     | 2022-2023 | 14       | 2     |
| R. C. D. Espanyol     | España     | 2022-2023 | 6        | 1     |
| Burnley F. C.         | Inglaterra | 2023-act. | 45       | 3     |

## Palmarés

### Títulos internacionales
| Título                               | Club (*)      | País  | Año  |
| ------------------------------------ | ------------- | ----- | ---- |
| Campeonato Europeo de la UEFA Sub-19 | Italia sub-19 | Malta | 2023 |

(*) Incluyendo la selección.